# Ruy Díaz de Guzmán
Ruy Díaz de Guzmán, ou como Ruy Díaz de Guzmán e Irala ou ortografia antiga espanhola, Rui Diaz de Guzmán (Assunção do Paraguai, c. 1559 - 14 de Junho de 1629) era um conquistador, burocrata colonial que se tornou o primeiro escritor nascido no governo de Río da Prata e Paraguai; Além disso, é considerado o primeiro mestiço de ascendência hispano-guarani a registrar a história da região da Rio da Prata.
Ele foi o segundo fundador da cidade de Santiago de Xerez - no atual Rio Ivinhema, no sudeste do atual estado brasileiro de Mato Grosso do Sul - a montante dos Saltos del Guayrá, e se tornaria seu vice-governador em 1596.

## Seu trabalho
El nombre: La Argentina, es una apropiación de obra manuscrita, cujo nome verdadeiro é '"Anais da descoberta, população e conquista do Río de la Plata"', dedicada a seu parente Alonso Pérez de Guzmán el Bueno y Zúñiga, duque de Medina Sidonia, conde de Niebla e senhor de Gibraleón, narra os acontecimentos desde a descoberta do Río de la Plata (que nas cópias aparece erroneamente datado de 1512) até a fundação da cidade de Santa Fé em 1573. A obra está dividido em quatro partes, das quais a última (onde se relacionam os acontecimentos vividos pelo autor) foi perdida.
O extenso texto foi disseminado em várias cópias, mas o manuscrito autógrafo foi perdido e há vários códices de período. O uso do topónimo Argentina não é original, embora se refira aos extensos territórios do Cone Sul que tinham o Río da Prata e seus arredores como a "porta da Terra". A palavra Argentina, com a qual Pedro De Angelis intitulou sua edição, refere-se à então indivisa Província do Paraguai ou Río de la Plata, que incluía os territórios da atual Argentina, Paraguai, Uruguai, sul do Brasil e Bolívia.
A primeira reedição manuscrita moderna de La Argentina foi realizada na cidade de Buenos Aires durante 1835 por Pedro de Ángelis com o nome de "Historia Argentina del Descubrimiento, Población y Conquista de las Provincias del Río de la Plata", embora apenas em 1914, Paul Groussac, sendo diretor da Biblioteca Nacional Argentina, editou cuidadosa e metodicamente uma obra histórica tão importante.
Ruy Díaz também escreveu dois manuscritos que relatam a história da conquista da então província onde viviam os Chiriguanos; atualmente, o território inclui toda a área do Chaco na Bolívia. Os manuscritos são datados de 1617 e 1618; conhecido como Relacionamento da entrada de Los Chiriguanos. No primeiro texto ele descreve o povo chiriguano; na segunda conta a expedição comandada pelo próprio Ruy Díaz de Guzmán para a redução dos índios Chané e chiriguanos. Há uma edição crítica dos manuscritos existentes na Biblioteca Nacional de Paris, posteriormente traduzida para o espanhol.